# Longano
Longano (Lungànë in molisano) è un comune italiano di 616 abitanti della provincia di Isernia in Molise.

## Geografia fisica
Longano sorge a circa 700 metri sul livello del mare, sulle pendici del Matese, su di un colle situato sulla riva destra del torrente Lorda, un affluente del Volturno.

## Storia
Le prime notizie storiche della città risalgono al Medioevo, precisamente all'anno 1269. Dopo una serie di passaggi di proprietà tra i vari nobili del luogo, il paese nel XIX secolo fece parte del Contado del Molise. In questo periodo la città, come gran parte dell'italia meridionale, ha subito il fenomeno del brigantaggio; originario della zona era un celebre brigante, Salvatore Fiocca.

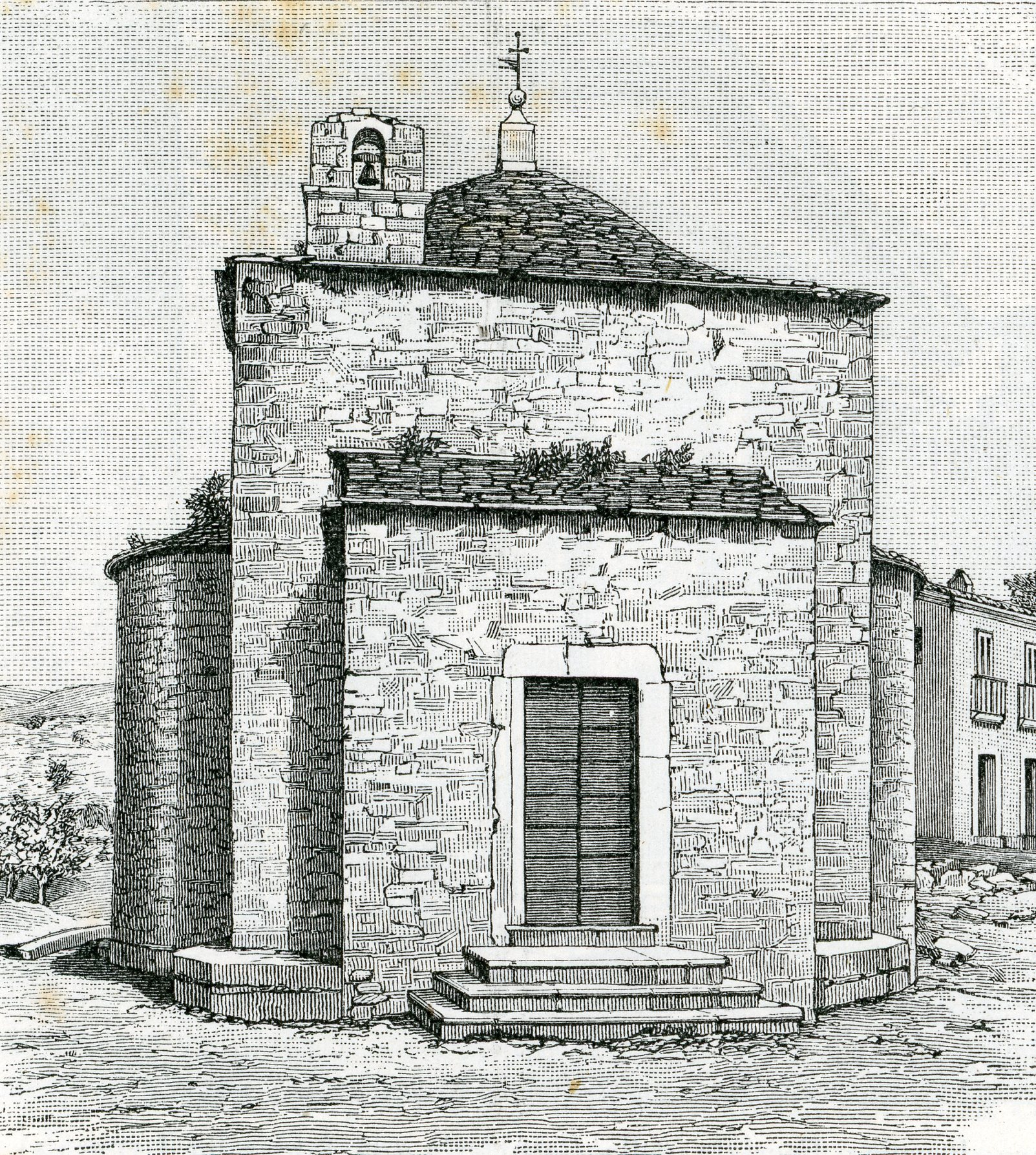
Disegno ottocentesco della chiesa di San Rocco

Il paese dal 1928 fu accorpato al comune di Isernia per poi diventare comune a sé nel 1934.

## Monumenti e luoghi d'interesse

### Architetture religiose
- Chiesa di San Bartolomeo Apostolo, che si trova in cima al centro abitato. Fu edificata nell'XI secolo e ha subito molti cambiamenti, con l'aggiunta di altre due navate nel 1893. Accanto alla chiesa vi sono una fontana e una torre medievale.
- Chiesa di San Rocco.

### Architetture civili
- Castello medievale, di cui rimangono pochissime rovine in piedi, difficilmente databile.

## Società

### Evoluzione demografica
Abitanti censiti

## Infrastrutture e trasporti
Il paese è collegato con Isernia dalla strada provinciale SP 19 Longano-Isernia, con Castelpizzuto dalla strada provinciale SP 75 Volturno Pentrica. Inoltre ci sono dei collegamenti con i centri di Monteroduni, Roccamandolfi e Gallo Matese.
Longano ha una stazione ferroviaria a 7 km dal centro del paese, in comune con Sant'Agapito.

## Amministrazione
| Periodo        | Periodo        | Primo cittadino              | Partito          | Carica  | Note |
| -------------- | -------------- | ---------------------------- | ---------------- | ------- | ---- |
| 23 aprile 1995 | 13 giugno 1999 | Enrico Caranci               | lista civica     | Sindaco |      |
| 13 giugno 1999 | 7 giugno 2009  | Angelo Monaco                | lista civica     | Sindaco |      |
| 7 giugno 2009  | 26 maggio 2019 | Antonio Ditri                | lista civica     | Sindaco |      |
| 27 maggio 2019 | in carica      | Cristian Domenico Sellecchia | Longano migliore | Sindaco |      |